# The Break-Up Artist
Pour plus de détails, voir Fiche technique et Distribution.
The Break-Up Artist est un film américain, sorti en 2009.

## Fiche technique
- Titre : The Break-Up Artist
- Réalisation : Steve Woo
- Scénario : Patrick Andrew O'Connor et Larry Bagby
- Pays d'origine : États-Unis
- Genre : comédie romantique
- Date de sortie : 2009

## Distribution
- Amanda Crew : Britney
- Ryan Kennedy : Mike
- Moneca Delain : Robyn
- Ali Liebert : Tiffany
- Serinda Swan : Ashley
- Jeffrey Bowyer-Chapman : Steven